# Rio Floarea
O Rio Floarea é um rio da Romênia, afluente do Bicaz, localizado no distrito de Neamţ.